# Балван
Балва́н (болг. Балван) — село у Великотирновській області Болгарії. Входить до складу общини Велико-Тирново.

## Населення
За даними перепису населення 2011 року у селі проживали 539 осіб.
Національний склад населення села:
| Національність   | Кількість осіб | Відсоток |
| ---------------- | -------------- | -------- |
| болгари          | 326            | 67,1%    |
| турки            | 141            | 29,0%    |
| цигани           | 19             | 3,9%     |
| інша             | 0              | 0%       |
| не визначились   | 0              | 0%       |
| Всього відповіли | 486            |          |

Розподіл населення за віком у 2011 році:
Динаміка населення: